# Megumi Murata
Megumi Murata (村田めぐみ ou ムラタメグミ, Murata Megumi), née le 3 mars 1981 à Sendai (Miyagi, Japon) est une ex-idole japonaise, chanteuse de J-pop, membre du groupe féminin Melon Kinenbi au sein du Hello! Project, qu'elle intègre à ses débuts en 1999. Elle participe aussi à divers groupes temporaires Shuffle Units. Son départ du H!P est annoncé pour le 31 mars 2009, avec son groupe et les autres "anciennes" du "Elder Club", continuant sa carrière chez la maison mère Up-Front. Melon Kinenbi se sépare en mai 2010, et Murata est la seule membre du groupe à continuer en solo chez Up-Front, modifiant l'écriture de son nom à la scène, désormais écrit en katakana ムラタメグミ (Murata Megumi). Début mars 2011, elle annonce l'arrêt définitif de sa carrière pour le 31 mars suivant, après un concert d'adieu ; mais celui-ci est annulé à cause du séisme de mars 2011 qui a durement touché sa ville natale.

## Activités
Shuffle Units
- 2001: 10nin Matsuri
- 2002: Odoru 11
- 2003: 11WATER
- 2004: H.P. All Stars

## Liens
- (ja) Ancienne fiche officielle avec Melon Kinenbi